# Equació de Bethe-Salpeter
L'equació de Bethe-Salpeter, nom donat pels seus descobridors Hans Bethe i Edwin Ernest Salpeter, descriu els estats lligats d'una sistema quàntic de dos cossos (partícules). Més tard, les equacions per quatre cossos van ser derivades, tot i que reben el mateix nom.
Exemples de sistemes de dues partícules descrites a partir de l'equació Bethe-Salpeter són el positró, sistema constituït per un parell lligat electró-positró, el mesó constituït per l'estat lligat entre el quark i l'antiquark, i en física de la matèria condensada, l'excitó, constituït d'un parell lligat electró-forat (de l'anglès particle-hole).
Degut al fet que l'equació de Bethe-Salpeter descriu estats lligats de dues partícules, desenvolupament diagramàtic en teoria de pertorbacions no és possible.

## Equació de Bethe-Salpeter
Bethe i Salpeter desenvoluparen la seva equació segons:
{\displaystyle \left({\frac {m_{1}}{m_{1}+m_{2}}}P\!\!\!\!/\ +q\!\!\!/\ -m_{1}\right)\left({\frac {m_{2}}{m_{1}+m_{2}}}P\!\!\!\!/\ -q\!\!\!/\ -m_{2}\right)\psi (q)=i\int d^{4}q'I(q,q';P)\psi (q')}
on {\displaystyle P} és el quadrupol de l'estat lligat, i 
{\displaystyle q={\frac {m_{2}}{m_{1}+m_{2}}}p_{1}-{\frac {m_{1}}{m_{1}+m_{2}}}p_{2}}
on {\displaystyle I} és el kernel de l'equació Bethe-Salpeter.